# Kaho (prénom)
Kaho (かほ) est un prénom japonais féminin.

## En kanji
Ce prénom s'écrit entre autres sous les formes suivantes :
- 代歩 : génération et pas/promenade
- 伽歩 : aide et pas/promenade
- 伽穂 : aide et tête/oreille
- 香帆 : parfum et voile
- 佳帆 : bonne voile
- 佳昴 : bonne et la constellation des Pléiades
- 佳甫 : bonne première
- 佳萌 : bonne pousse
- 佳芳 : bon parfum
- 可帆 : approuver et voile
- 可歩 : approuver et pas/promenade
- 可朋 : approuver et camarade
- 夏保 : été et préserver
- 夏帆 : été et voile
- 夏穂 : été et tête/oreille
- 夏宝 : été et trésor
- 夏甫 : été et première
- 加帆 : ajouter/inclure et voile
- 加歩 : ajouter/inclure et pas/promenade
- 加朋 : ajouter/inclure et camarade
- 加穂 : ajouter/inclure et tête/oreille
- 嘉帆 : joie et voile
- 栞歩 : guide et pas/promenade
- 楓宝 : érable et trésor
- 楓帆 : érable et voile
- 樺帆 : bouleau et voile
- 樺歩 : bouleau et pas/promenade
- 樺穂 : bouleau et tête/oreille
- 歌保 : poème et préserver
- 歌帆 : poème et voile
- 歌歩 : poème et pas/promenade
- 歌秀 : poème et distingué
- 歌穂 : poème et tête/oreille
- 歌畝 : poème et crête
- 河歩 : fleuve et pas/promenade
- 果保 : résultat et préserver
- 果帆 : résultat et voile
- 果歩 : résultat et pas/promenade
- 果朋 : résultat et camarade
- 果穂 : résultat et tête/oreille
- 果甫 : premier résultat
- 果萌 : résultat et pousse
- 日歩 : jour et pas/promenade
- 火穂 : feu et tête/oreille
- 翔歩 : voler haut et pas/promenade
- 華保 : flamboyante/fleurie et maintenir
- 華圃 : champs fleuri
- 華歩 : flamboyante/fleurie et pas/promenade
- 華朋 : camarade flamboyante/fleurie
- 華火 : feu flamboyant
- 華萌 : pousse fleurie
- 花保 : fleur et préserver
- 花帆 : fleur et voile
- 花歩 : fleur et pas/promenade
- 花朋 : fleur et camarade
- 花星 : fleur et étoile
- 花畝 : fleur et crête
- 芳歩 : pas/promenade qui sent bon
- 蘭帆 : orchidée et voile
- 薫帆 : senteur/atmosphère et voile
- 風紡 : brise et filer (de la laine)
- 馨保 : senteur et préserver
- 香保 : parfum et préserver
- 香帆 : parfum et voile
- 香歩 : parfum et pas/promenade
- 香浦 : parfum et littoral
- 香望 : parfum et espoir/désir
- 香穂 : parfum et tête/oreille
- 香甫 : parfum et premier
- 鹿歩 : cerf et pas/promenade
- 霞歩 : rosée et pas/promenade
- 霞穂 : rosée et tête/oreille
- 郁保 : vif et préservé
- 郁歩 : vif et pas/promenade
- 郁穂 : vif et tête/oreille

## Personnes célèbres
- Kaho (夏帆) est une actrice et mannequin japonaise.
- Kaho Kōda (幸田夏穂) est une actrice de voix-off japonaise.
- Kaho Minami (南果歩) est une actrice japonaise.
- Kaho Miyasaka (宮坂香帆) est une mangaka japonaise.
- Kaho Shimada (島田歌穂) est une chanteuse japonaise.

## Dans les œuvres de fiction
- Kaho Mizuki est un personnage du manga Cardcaptor Sakura.